# Waiula
Waiula is een bestuurslaag in het regentschap Flores Timur van de provincie Oost-Nusa Tenggara, Indonesië. Waiula telt 1264 inwoners (volkstelling 2010).